# David Geddis
David Geddis (Carlisle, 12 maggio 1958) è un ex calciatore inglese, di ruolo attaccante.

## Palmarès

### Club

#### Competizioni giovanili
- FA Youth Cup: 1

Ipswich Town: 1974-1975

#### Competizioni nazionali
- Coppa d'Inghilterra: 1

Ipswich Town: 1977-1978
- Campionato inglese: 1

Aston Villa: 1980-1981

#### Competizioni internazionali
- Coppa dei Campioni: 1

Aston Villa: 1981-1982